# Smittoidea perrieri
Smittoidea perrieri är en mossdjursart som först beskrevs av Jullien 1882.  Smittoidea perrieri ingår i släktet Smittoidea och familjen Smittinidae. Inga underarter finns listade i Catalogue of Life.